# Mada'in Salih

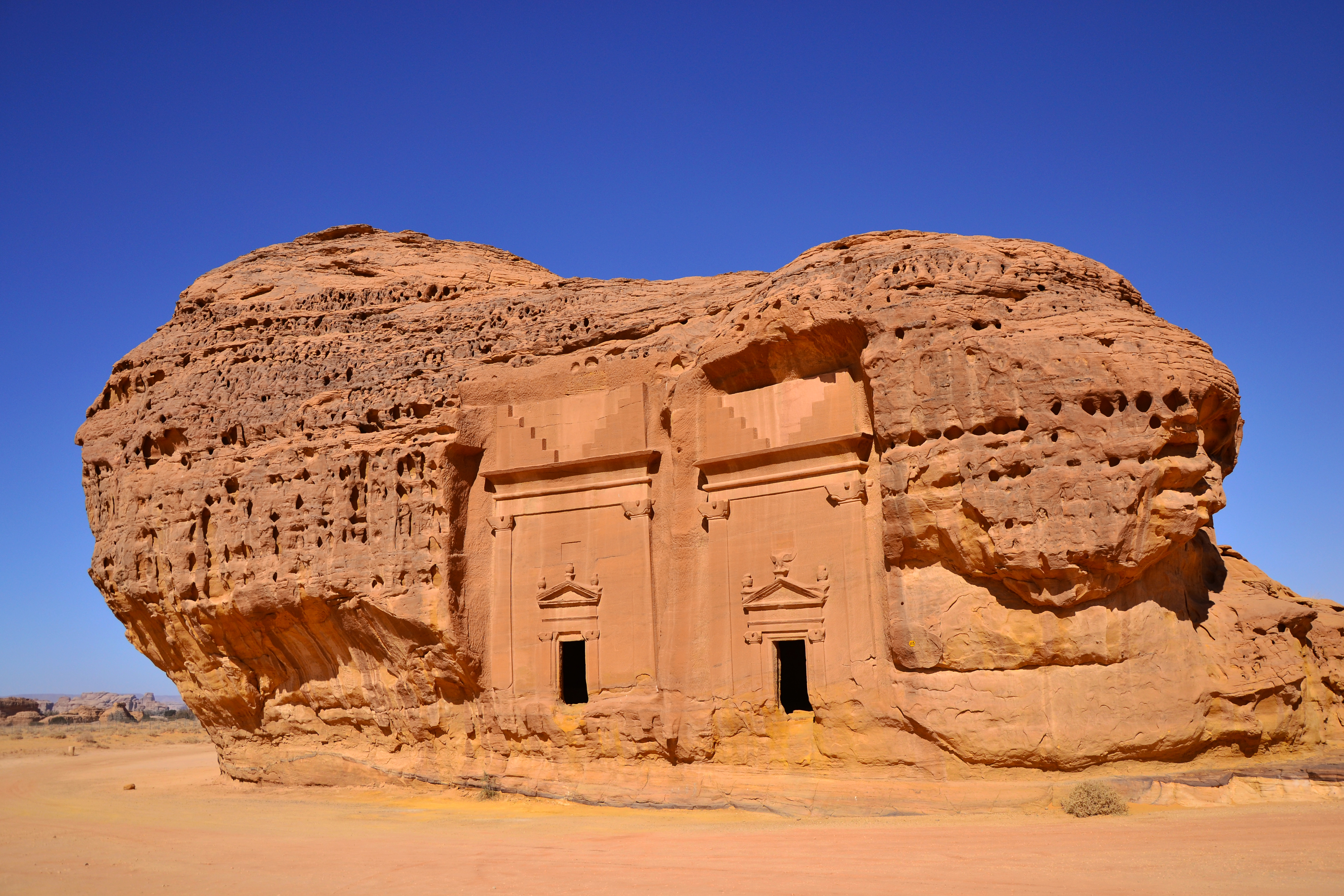
Felsgräber bei Mada'in Salih

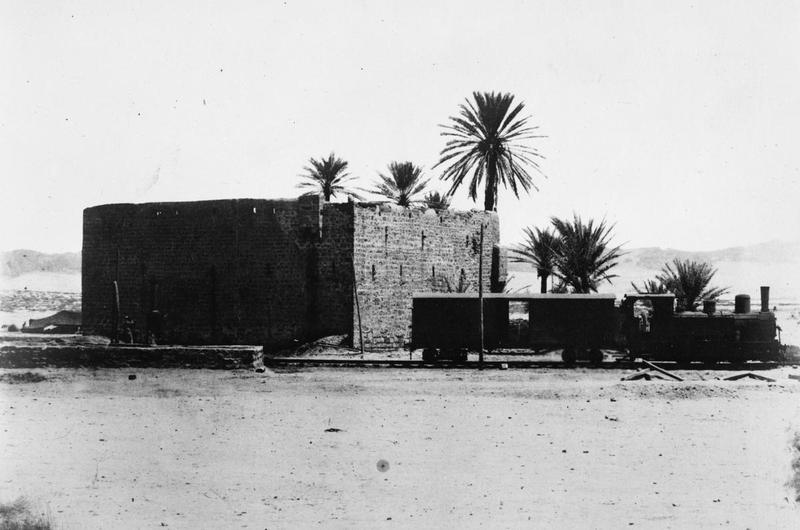
Hedschasbahn und Zitadelle mit Wasserreservoir für Karawanen

Madaʾin Salih (arabisch مدائن صالح, DMG Madāʾin Ṣāliḥ) ist eine Ausgrabungsstätte im Nordwesten Saudi-Arabiens, rund 400 km nordwestlich von Medina, nahe der Oase al-ʿUla gelegen. Es handelt sich um die antike Stadt Hegra, eine Handelsmetropole, die ursprünglich von den Nabatäern errichtet wurde und auch von den Thamud bewohnt wurde. Die stark bewehrte nabatäische Festung der Stadt wurde nach der Machtübernahme durch die Römer im frühen zweiten Jahrhundert zu einer Grenzgarnison am Limes Arabicus umgebaut und von einem Detachement der Legio III Cyrenaica belegt, die aus Kamelreitern bestand.
Der Ort liegt an einer alten Handelsroute der Nabatäer und verfügt über ein Wasserreservoir nahe einer alten Karawanserei. Mit dem Bau der Hedschasbahn zu Beginn des 20. Jahrhunderts erhielt Madaʾin Salih einen Bahnhof. Im Lokschuppen wurde um das Jahr 2005 ein kleines Eisenbahnmuseum zur Hedschasbahn eingerichtet.
Madaʾin Salih ist für seine über 100 während der nabatäischen Epoche entstandenen Felsengräber bekannt, die aus der Zeit vom ersten vorchristlichen bis zum ersten nachchristlichen Jahrhundert stammen. Daneben sind die Bauten, Funde und Inschriften aus römischer Zeit bedeutende Zeugnisse vom östlichen Rand des Imperium Romanum. Der Fundplatz wurde 2008 für seine nabatäischen Kulturgüter von der UNESCO zum Weltkulturerbe erhoben.
Die Felsgräber werden ebenfalls im Koran erwähnt:

„Und die Bewohner von al-Ḥiğr bezichtigten die Gesandten der Lüge. Wir ließen ihnen Unsere Zeichen zukommen, aber sie wandten sich von ihnen ab. Und sie hauten aus den Bergen Häuser aus, im Trachten nach Sicherheit. Da ergriff sie der Schrei bei Tagesanbruch; so nützte ihnen nicht, was sie erworben hatten.“